# Freeletics
Freeletics ist eine Fitnessapp, die von der Freeletics GmbH in München herausgegeben wird. Freeletics hat weltweit über 54 Millionen Nutzer.

## Beschreibung
Der Fokus des Trainings bei Freeletics liegt auf Kraft und Ausdauer ohne Geräte in Form von High Intensity Training bzw. Calisthenics mittels virtuellem Trainer. Typische Übungen sind: Burpees, Kniebeuge, (Split) Lunges, Rumpfbeugen/Bauchpressen, Liegestützen, Sprünge, Klimmzüge, Mountain Climbers, Hampelmann, Sprints in festgelegter Reihenfolge und Zahl gegen die Zeit sowie Gamification-Elemente der Community. I.d.R. dauert eine Übung nicht länger als 45 Minuten.
Daneben gibt es auch einen Ernährungscoach mit Kochtipps sowie einen Sportbekleidungsshop.
Trainiert wird alleine mit App oder in über das Internet selbst organisierten Gruppentrainings in Parks weltweit. Lokal gibt es Botschafter, die Anfänger unterstützen.

## Geschichte
Freeletics wurde im März 2013 von Mehmet Yilmaz, Joshua Cornelius und Andrej Matijczak am Center for Digital Technology and Management gegründet. Der Start als Minimum Viable Product erfolgte mit einem Youtube-Video, einem Newsletter und drei PDFs. Trainiert wurde zunächst hauptsächlich im Münchner Maßmannpark.
Im August 2018 übernahmen Fitlab, Causeway Media Partners, Jazz Venture Partners, Courtside Ventures, Elysian Park Ventures und Ward.Ventures Freeletics von den Gründern für einen hohen zweistelligen Millionenbetrag. Am Monbijoupark in Berlin wurde im Oktober 2017 ein offizieller Training Ground eröffnet. Im Dezember 2018 wurde eine Series-A-Finanzierungsrunde über 45 Millionen USD abgeschlossen. Im September 2020 wurde eine Serie-B-Finanzierungsrunde über 25 Millionen Dollar abgeschlossen.
Im November 2021 wurde unter dem Namen „STÆDIUM“ eine Ausweitung von Freeletics auf Hanteltraining mit Hilfe von Künstlicher Intelligenz angekündigt.